# Jashar-Pascha-Moschee

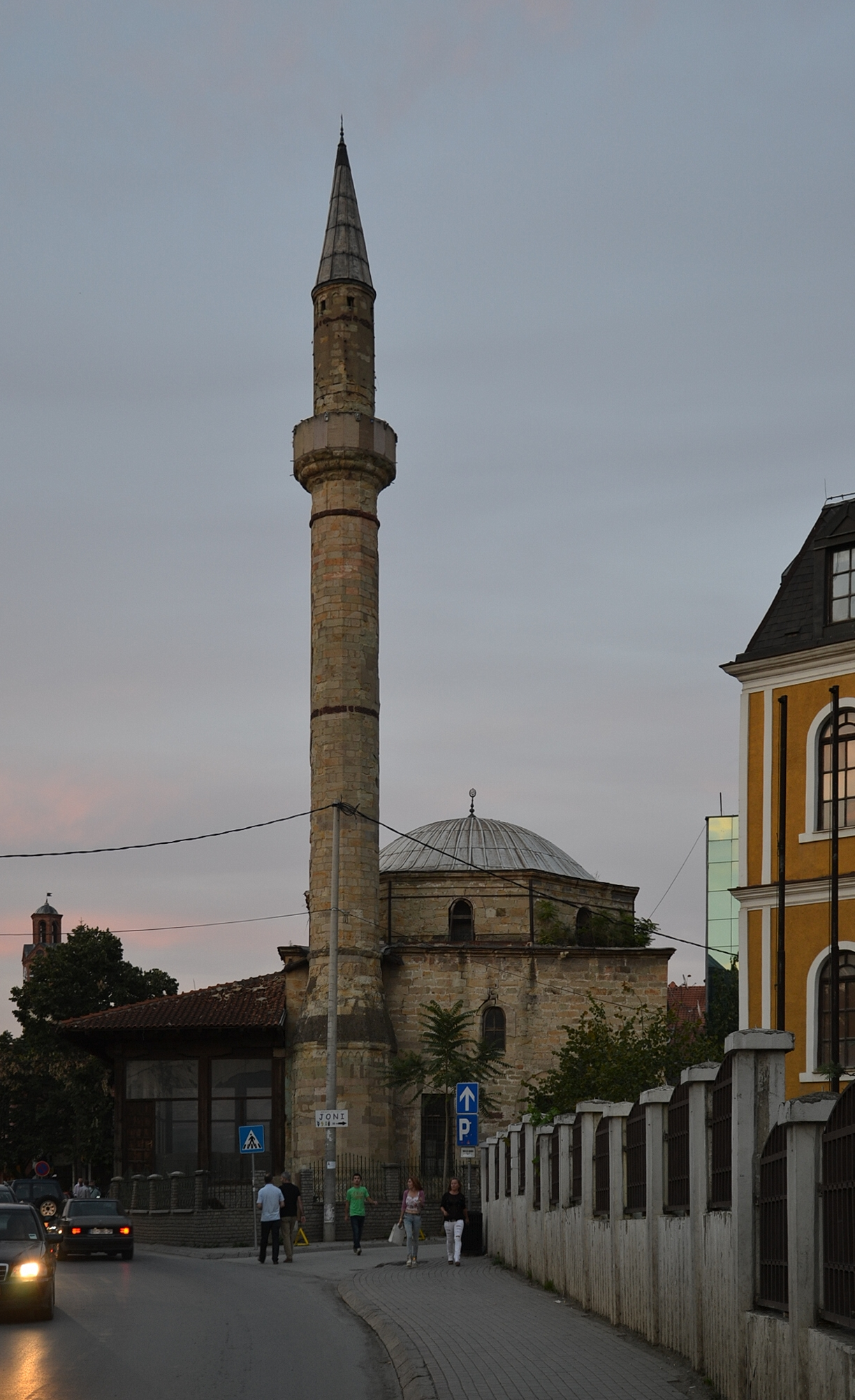
Die Jashar-Pascha-Moschee (2014)

Die Jashar-Pascha-Moschee (albanisch Xhamia e Jashar Pashës) steht im historischen Zentrum der kosovarischen Hauptstadt Pristina an der Straße Nazim Gafurri. Sie gehört zu den bedeutendsten Sehenswürdigkeiten der Stadt.

## Baugeschichte

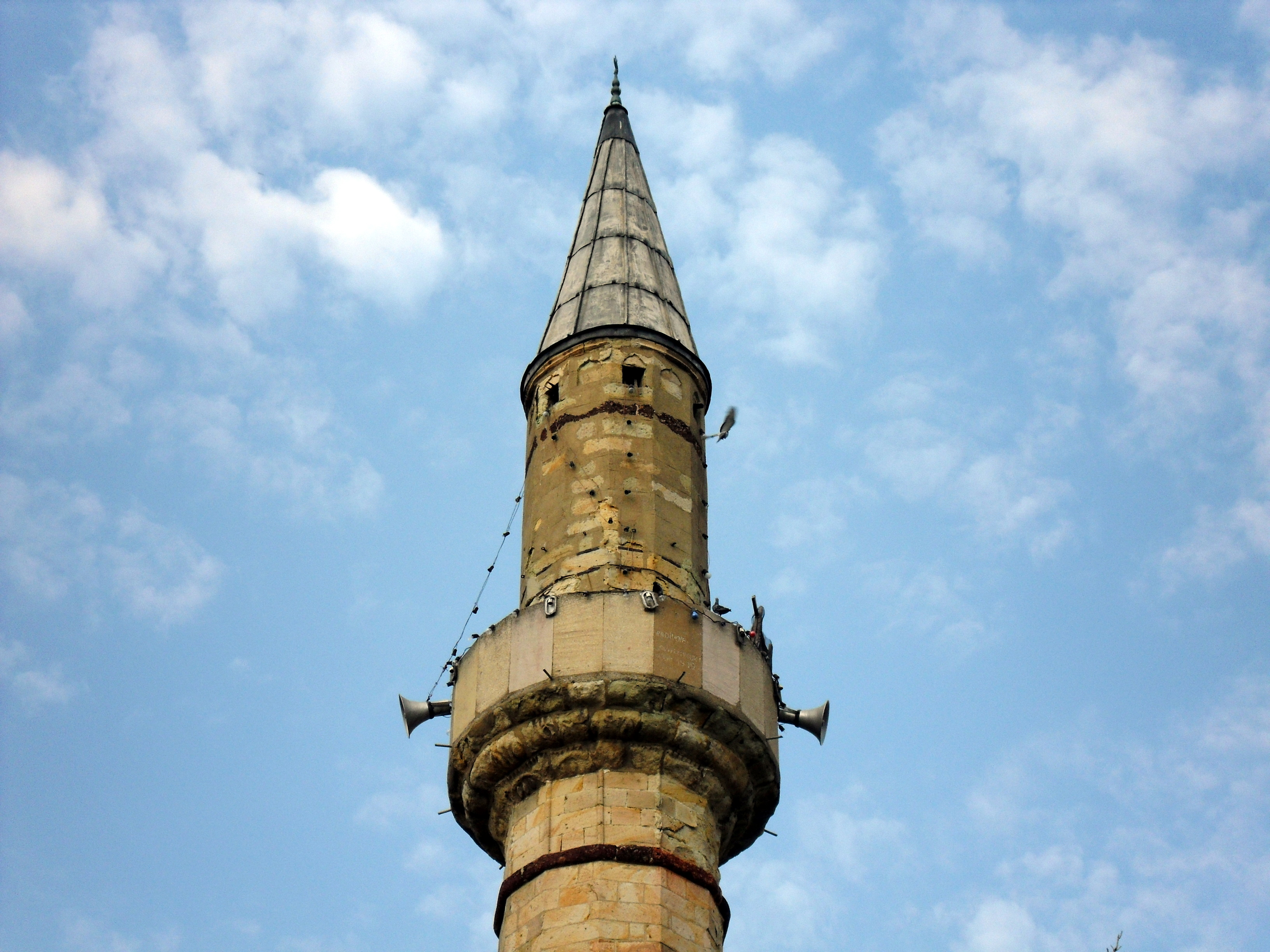
Die Minarettspitze (2010)

Der Inschrift im Inneren zufolge wurde die Moschee am 17. Mai 1834 von Yashār Mehmet Pāshā, einem Bürger der Stadt Pristina, der im Jahr 1842 osmanischer Gouverneur in Skopje war, erbaut.

## Aufbau und Ausstattung
Das Gebäude besteht aus Portikus und Betsaal. Der ursprüngliche Portikus wurde im Zuge einer Straßenverbreiterung zerstört und durch einen neuen hölzernen Vorbau ersetzt. Der Saal ist mit Gips verkleidet und mit Arabesken geschmückt. Die Gebetsnische (Mihrab) hat eine Stalaktiten-Überdachung, darüber befindet sich eine Skulptur mit dem Siegel des Königs Salomo und der Tughra des Sultans Mahmud II. Im Original erhalten sind die eisernen Gitterfenster, die Fenster sind geschmückt mit ornamentalen Blumenmustern. Die Dachkuppel ist mit Blei bedeckt.